# Isohypsibius archangajensis
Espèce
Isohypsibius archangajensis est une espèce de tardigrades de la famille des Isohypsibiidae.

## Distribution
Cette espèce est endémique de Mongolie.

## Étymologie
Son nom d'espèce, composé de archangaj et du suffixe latin -ensis, « qui vit dans, qui habite », lui a été donné en référence au lieu de sa découverte, Arhangaj.

## Publication originale
- Kaczmarek & Michalczyk, 2004 : Isohypsibius archangajensis, a new species of Eutardigrada (Hypsibiidae) from Mongolia. Annales Zoologici (Warsaw), vol. 54, no 2, p. 467-470.